# Bahnstrecke Bergen auf Rügen–Lauterbach Mole
| Verlauf der Bahnstrecke Bergen auf Rügen-Lauterbach Mole |                                                             |                                                        |                                                        |
| Streckennummer (DB): | 6775                                                        |                                                        |                                                        |
| Kursbuchstrecke (DB): | 198                                                         |                                                        |                                                        |
| Kursbuchstrecke: | 109c (1934) 122c (Bergen (Rügen) – Lauterbach (Rügen) 1946) |                                                        |                                                        |
| Streckenlänge: | 12,523 km                                                   |                                                        |                                                        |
| Spurweite: | 1435 mm (Normalspur)                                        |                                                        |                                                        |
| Streckenklasse: | D4                                                          |                                                        |                                                        |
| Streckengeschwindigkeit: | 80 km/h                                                     |                                                        |                                                        |
| Zugbeeinflussung: | PZB                                                         |                                                        |                                                        |
| |                                                             |                                                        |                                                        |
| \| \| \| von Sassnitz \| \| \| \| 0,000 \| Bergen auf Rügen \| Bergen auf Rügen \| \| \| \| nach Stralsund \| \| \| \| \| B 196 \| \| \| \| \| Marinesperrzeugamt Tilzow \| \| \| \| 7,700 \| Pastitz \| Pastitz \| \| \| 9,144 \| Infrastrukturgrenze DB InfraGO / PRESS \| Infrastrukturgrenze DB InfraGO / PRESS \| \| \| \| von Altefähr \| \| \| \| \| von Göhren \| \| \| \| 9,949 \| Putbus \| Putbus \| \| \| \| (Dreischienengleis 750/1435 mm Putbus–Lauterbach Mole) \| \| \| \| 12,000 \| Lauterbach (Rügen) (ehem. Bf) \| Lauterbach (Rügen) (ehem. Bf) \| \| \| 12,600 \| Lauterbach Mole \| Lauterbach Mole \| \| \| \| \| \| \| Quellen: [1] \| \| \| \| |                                                             |                                                        |                                                        |
| Strecke |                                                             | von Sassnitz                                           | von Sassnitz                                           |
| Bahnhof | 0,000                                                       | Bergen auf Rügen                                       | Bergen auf Rügen                                       |
| Abzweig geradeaus und nach rechts |                                                             | nach Stralsund                                         | nach Stralsund                                         |
| Bahnübergang |                                                             | B 196                                                  | B 196                                                  |
| ehemaliger Dienststation / Betriebs- oder Güterbahnhof |                                                             | Marinesperrzeugamt Tilzow                              | Marinesperrzeugamt Tilzow                              |
| ehemaliger Haltepunkt / Haltestelle | 7,700                                                       | Pastitz                                                | Pastitz                                                |
| Wechsel des Eisenbahninfrastrukturunternehmens | 9,144                                                       | Infrastrukturgrenze DB InfraGO / PRESS                 | Infrastrukturgrenze DB InfraGO / PRESS                 |
| Kreuzung geradeaus unten (Querstrecke außer Betrieb) · Strecke von rechts (außer Betrieb) |                                                             | von Altefähr                                           | von Altefähr                                           |
| Abzweig geradeaus und von links · Abzweig quer und ehemals nach rechts |                                                             | von Göhren                                             | von Göhren                                             |
| Bahnhof | 9,949                                                       | Putbus                                                 | Putbus                                                 |
| Strecke |                                                             | (Dreischienengleis 750/1435 mm Putbus–Lauterbach Mole) | (Dreischienengleis 750/1435 mm Putbus–Lauterbach Mole) |
| Haltepunkt / Haltestelle | 12,000                                                      | Lauterbach (Rügen) (ehem. Bf)                          | Lauterbach (Rügen) (ehem. Bf)                          |
| Haltepunkt / Haltestelle Streckenende | 12,600                                                      | Lauterbach Mole                                        | Lauterbach Mole                                        |
| |                                                             |                                                        |                                                        |
| Quellen: |                                                             |                                                        |                                                        |

Die Bahnstrecke Bergen auf Rügen–Lauterbach Mole ist eine eingleisige Nebenbahn auf der Insel Rügen in Mecklenburg-Vorpommern.

## Streckenbeschreibung
Die Strecke zweigt im Bahnhof Bergen auf Rügen von der Bahnstrecke Stralsund–Sassnitz ab. Sie verläuft südostwärts, über Putbus nach Lauterbach Mole und endet direkt am Rügischen Bodden.
In Putbus befindet sich ein Anschluss zur dampfbetriebenen Schmalspurbahn „Rasender Roland“ nach Göhren über Ostseebad Binz. Der Abschnitt zwischen der Einbindung des „Rasenden Roland“ am Bahnhof Putbus bis Lauterbach Mole ist als Dreischienengleis ausgebaut, um den Parallelbetrieb mit der Schmalspurbahn zu ermöglichen.

## Geschichte
Bis zur Eröffnung des Rügendammes 1935 existierte auf der Insel Rügen nur ein isoliertes Eisenbahnnetz. Es gab zwei Normalspurstrecken, Altefähr–Sassnitz und die in Bergen abzweigende Strecke nach Lauterbach. Diese Strecke wurde am 15. August 1889 bis Putbus eröffnet und am 15. Mai 1890 nach Lauterbach verlängert. Bis 1945 gab es einen Anschluss nach Lauterbach Landungsstelle.
Im Jahr 1998 wurde der Endhaltepunkt Lauterbach Mole in Betrieb genommen und der Bahnhof in Lauterbach geschlossen. Seit dem 28. Mai 1999 ist der Abschnitt Putbus – Lauterbach Mole dreischienig (750/1435 mm) ausgelegt, auf dem im Sommer die Schmalspurzüge der Rügenschen Bäderbahn (RüBB) bzw. die Normalspurzüge abwechselnd verkehren. Seit dem 9. Dezember 2006 ist Lauterbach wieder als Haltepunkt in Betrieb.
Nach der Insolvenz der Karsdorfer Eisenbahngesellschaft (KEG), die ab Fahrplanwechsel 2003/2004 den Zugverkehr abgewickelt hatte, erhielt die Ostmecklenburgische Eisenbahn (OME) vom Land Mecklenburg-Vorpommern den Auftrag zur Durchführung des Schienenpersonennahverkehrs. Ab dem 1. März 2004 wurde der Verkehr von der OME durchgeführt. Von 2005 bis Dezember 2009 wurde der Zugverkehr von der Ostseeland Verkehr GmbH (OLA) erbracht. Diese entstand durch eine Fusion der Ostmecklenburgischen Eisenbahn GmbH (OME) und der Mecklenburg Bahn GmbH (MEBA). Mit dem Fahrplanwechsel im Dezember 2009 übernahm die Eisenbahn-Bau- und Betriebsgesellschaft Pressnitztalbahn mbH (PRESS) den Betrieb der Strecke für neun Jahre. Auch die im Jahr 2017 gestartete Ausschreibung für den Folgevertrag mit einer Laufzeit von Dezember 2018 bis Dezember 2027 konnte die Pressnitztalbahn für sich entscheiden.
Am 9. September 2014 schrieb die DB Netz AG den Abschnitt Putbus–Lauterbach Mole (jeweils einschließlich) zur Übernahme aus, da diese Strecke von ihr auf Dauer nicht wirtschaftlich betrieben werden könne. Die Eisenbahn-Bau- und Betriebsgesellschaft Pressnitztalbahn mbH (PRESS) kaufte diesen Streckenabschnitt daraufhin von der DB Netz AG und betreibt diesen jetzt selbst.

## Zugverkehr
Die Strecke wird seit dem Fahrplanwechsel am 13. Dezember 2009 im Zweistundentakt (von Mai bis August im Stundentakt) durch die Eisenbahn-Bau- und Betriebsgesellschaft Pressnitztalbahn mbH (PRESS) mit einem Triebwagen Regio-Shuttle von Stadler betrieben; Ende 2018 wurde der Stundentakt auf das ganze Fahrplanjahr ausgedehnt. Im Sommerhalbjahr verkehren auf dem Abschnitt Putbus–Lauterbach Mole die Züge der von Göhren kommenden Schmalspurbahn „Rasender Roland“ im Zweistundentakt.

## Bilder

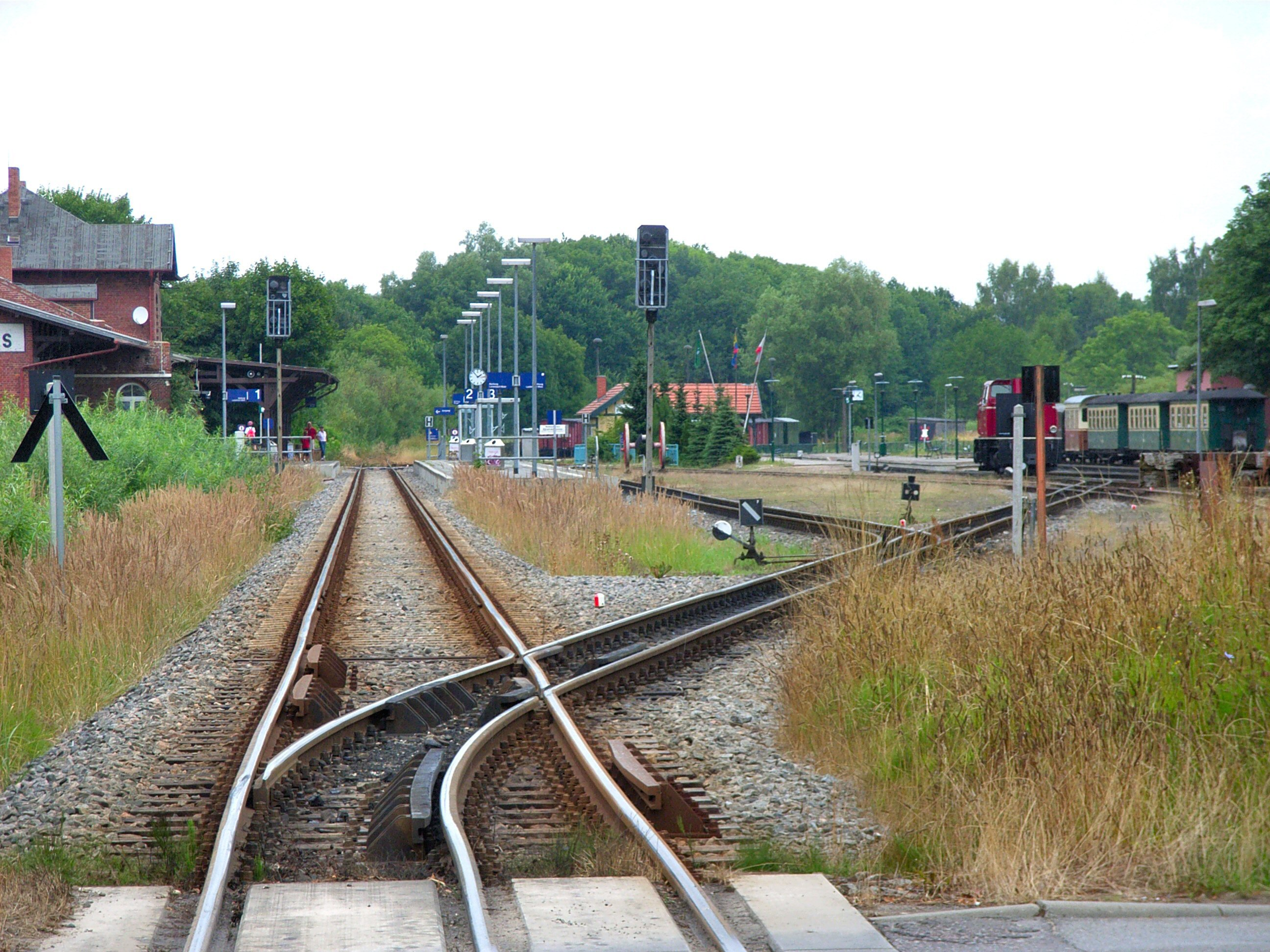
Bahnhof Putbus mit Einfädelung des Schmalspurgleises Richtung Lauterbach Mole
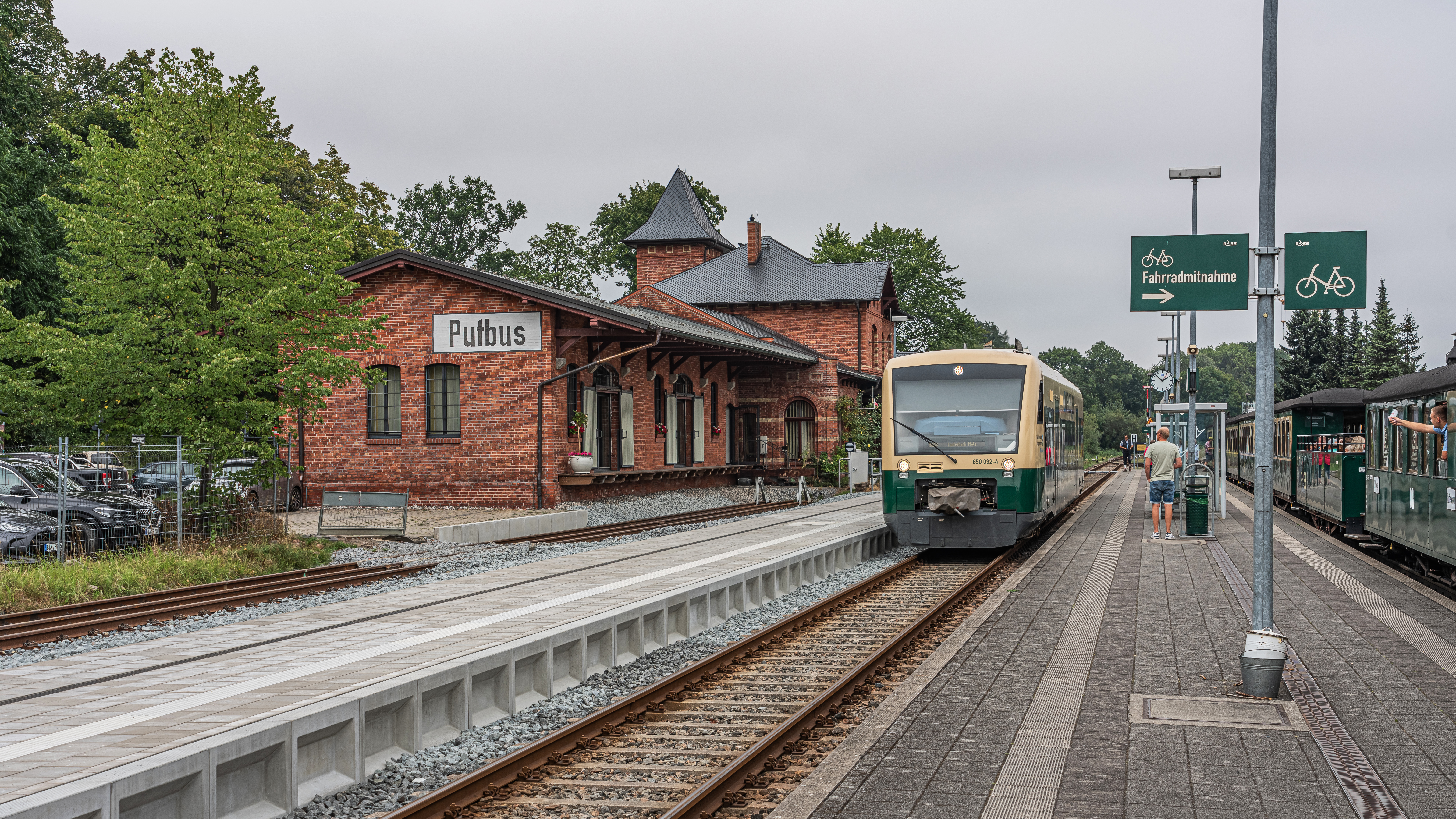
Bahnhof Putbus
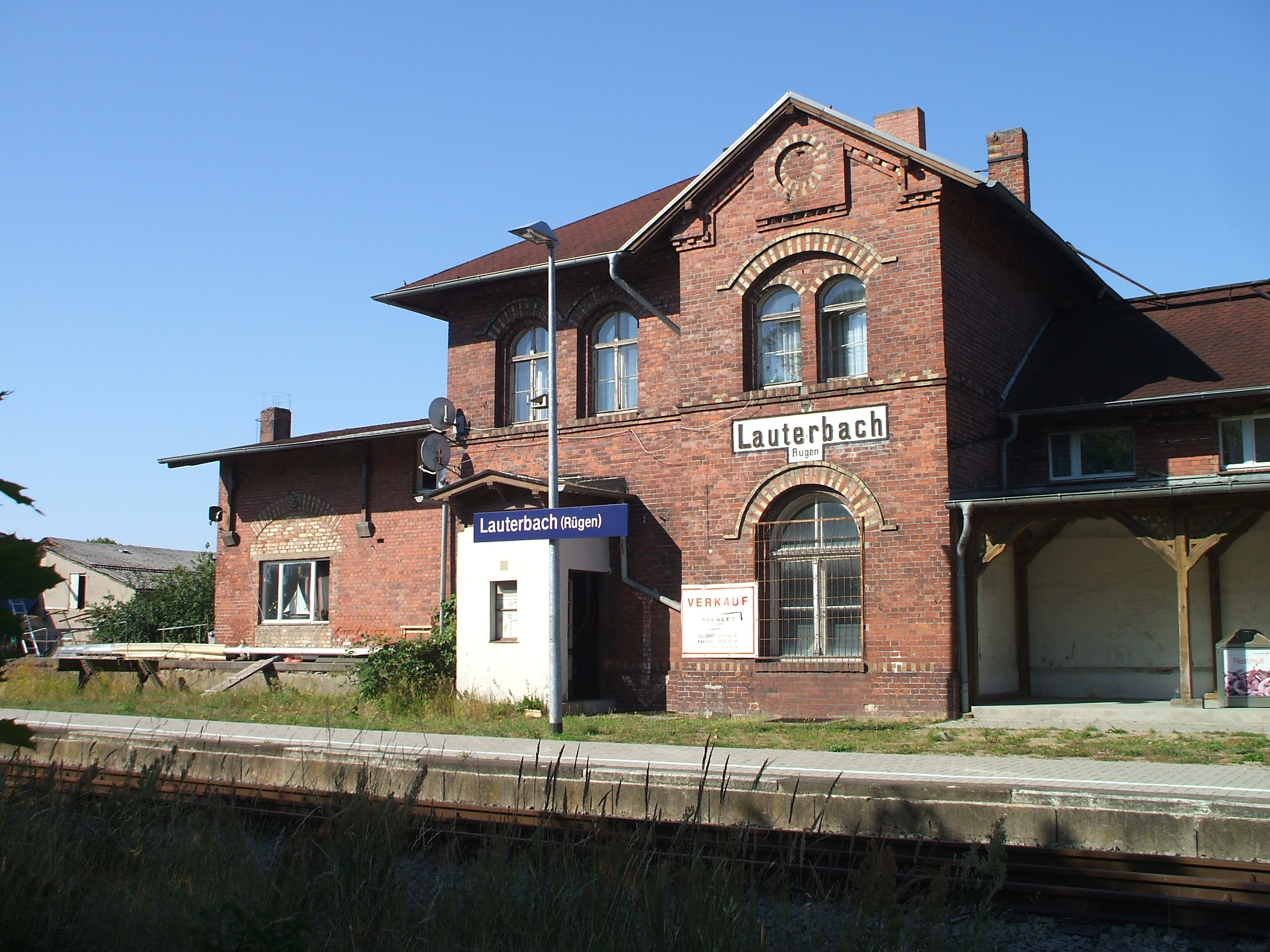
Bahnhof Lauterbach
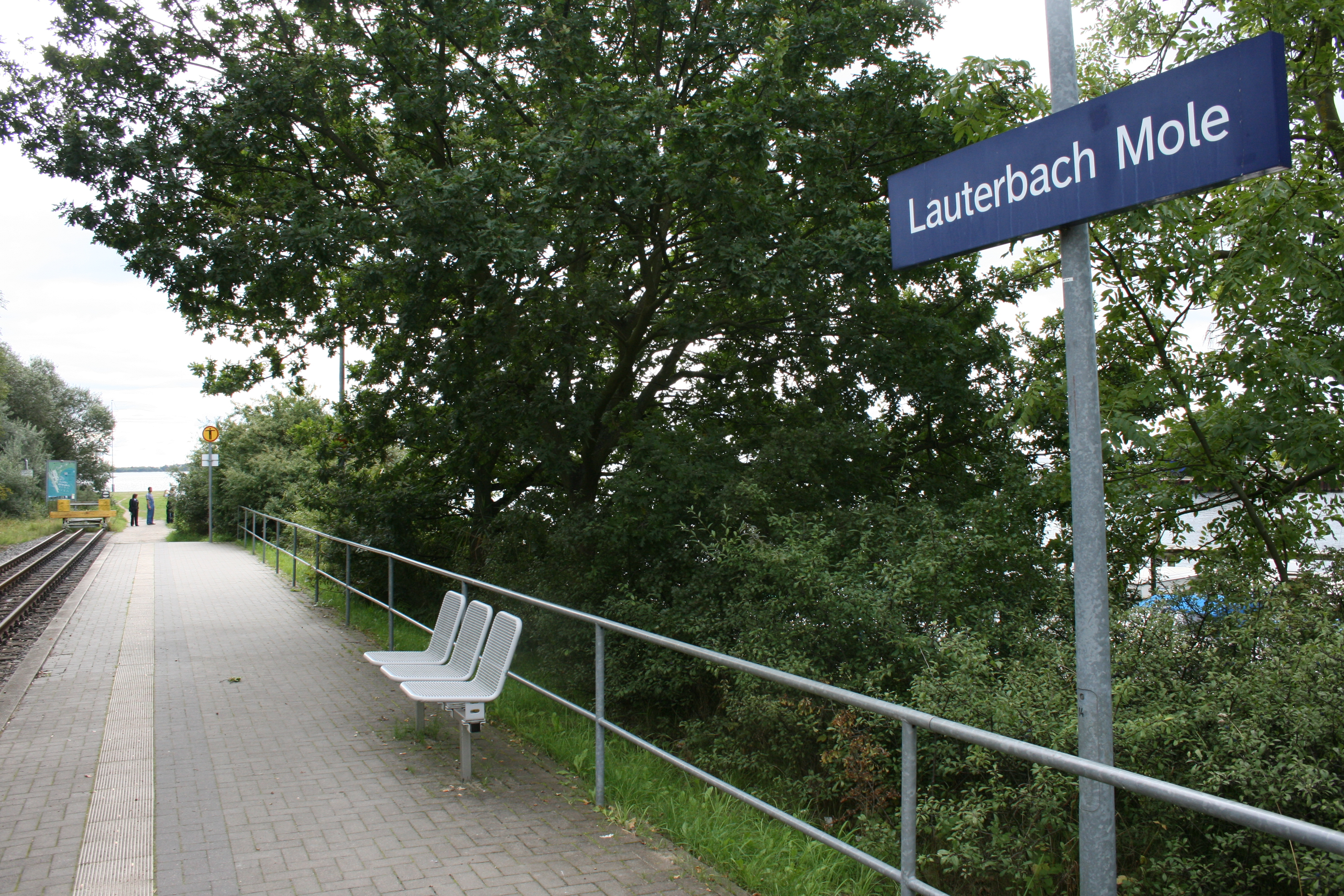
Haltepunkt Lauterbach Mole mit Prellbock
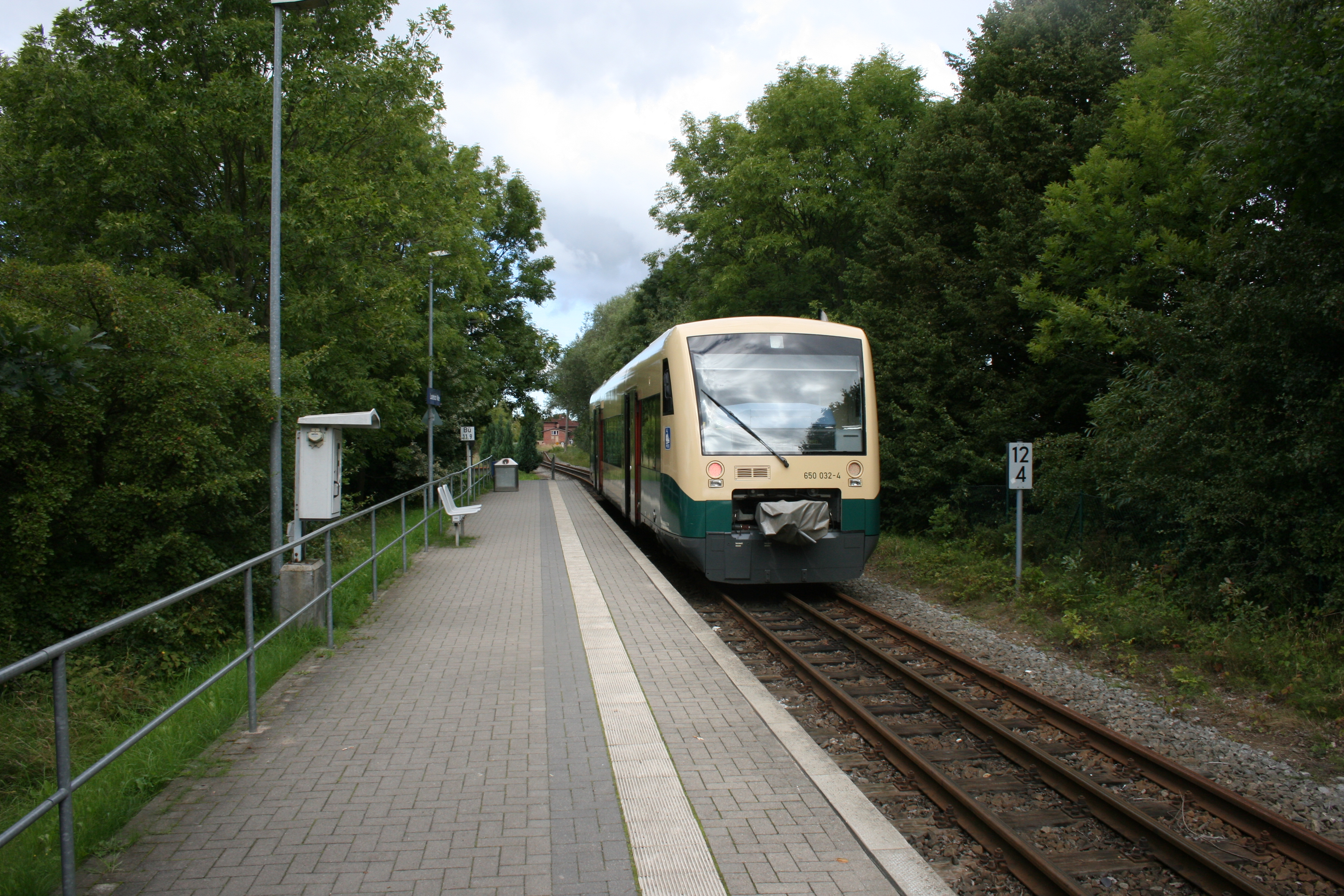
Haltepunkt Lauterbach Mole mit 650 032-4
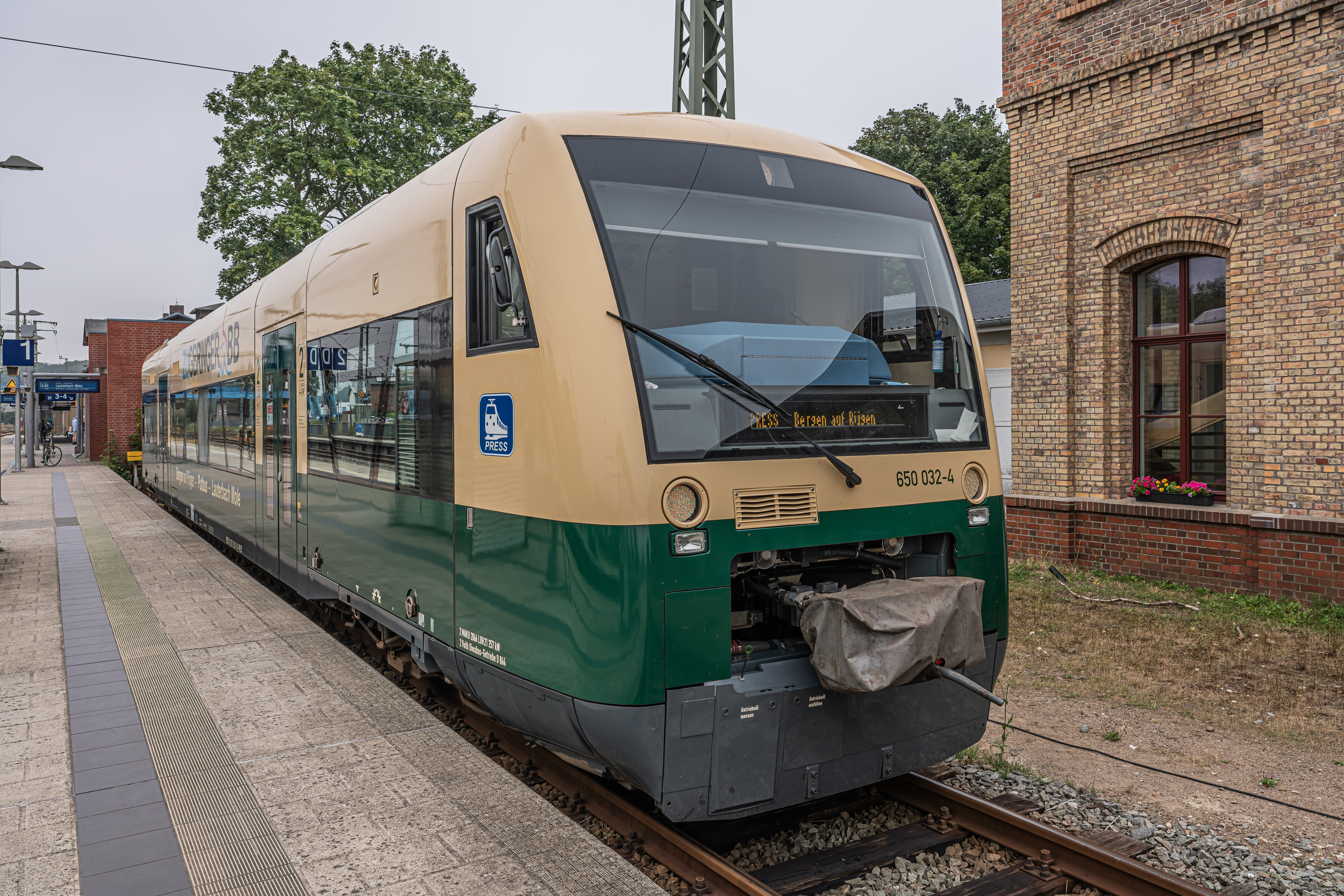
Regio-Shuttle 650 032 in Bergen